# Richard Henderson
Richard Henderson (n. 19 iulie 1945, Edinburgh, Scoția, Regatul Unit) este un biofizician și biolog molecular britanic.
Este laureat al Premiului Nobel pentru Chimie 2017, împreună cu Jacques Dubochet și Joachim Frank, „pentru dezvoltarea microscopiei crioelectronice pentru determinarea cu rezoluție înaltă a structurii biomoleculelor în soluție”.